# Ryszard Koperski
Ryszard Koperski (ur. 8 czerwca 1926 w Kroszynie, zm. 1 kwietnia 2004 w Godzisławiu) – polski rolnik, poseł na Sejm PRL VIII kadencji.

## Życiorys
Uzyskał wykształcenie podstawowe. Z zawodu rolnik. Był brygadzistą w Wodnym Ochotniczym Pogotowiu Ratunkowym w Grzmiącej. W 1967 wstąpił do Polskiej Zjednoczonej Partii Robotniczej, w której był I sekretarzem oddziałowej organizacji partyjnej w Zakładzie Rolnym w Czechach (od 1970), a także członkiem Komitetu Zakładowego. W latach 1980–1985 pełnił mandat posła na Sejm PRL VIII kadencji w okręgu Koszalin, zasiadając w Komisji Nauki i Postępu Technicznego, Komisji Rolnictwa i Przemysłu Spożywczego oraz w Komisji Rolnictwa, Gospodarki Żywnościowej i Leśnictwa.
Otrzymał Złoty i Srebrny Krzyż Zasługi oraz odznakę honorową „Za zasługi w rozwoju województwa koszalińskiego”.